# Colpotrochia coenuta
Colpotrochia coenuta är en stekelart som först beskrevs av Cameron 1900.  Colpotrochia coenuta ingår i släktet Colpotrochia och familjen brokparasitsteklar. Inga underarter finns listade i Catalogue of Life.